# Вильстер, Даниэль Якоб
Даниэль Якоб Вильстер (дат. Daniel Jacob Wilster; 1669 — 21 июля 1732) — датский морской офицер, после увольнения с датской службы — шведский (до 1721) и позднее русский вице-адмирал.

## Биография
По происхождению датчанин, родился в Копенгагене. Во время Великой Северной войны 1700—1721 годов командовал отрядом датских судов в Норвегии (1711—1712), но за допущенные в действиях против шведов просчёты и несдержанное поведение Вильстер был предан суду и отправлен в отставку. Перешёл на шведскую службу, участвовал в сражении у острова Рюген (1715), в котором потерял ногу. После сражения командовал шведскими эскадрами на Балтийском море, однако из-за своего беспокойного характера был вынужден покинуть Швецию и перебраться в Россию.
В 1721 году он получил чин русского вице-адмирала и занял место в Адмиралтейской коллегии.
По предложению Вильстера, в свое время узнавшего о подобных планах шведского короля Карла XII, и под его руководством была снаряжена секретная Мадагаскарская экспедиция. В 1723 году вице-адмирал Вильстер по приказу Петра I повел старым морским путём вокруг Африки секретную экспедицию — её целью являлись налаживание связей с пиратской республикой на Мадагаскаре для создания военно-морской базы в Индийском океане и установление отношений с империей Великих Моголов в Индии. Однако эта попытка была безуспешна. Экспедиция Вильстера была подготовлена из рук вон плохо, и корабли с полпути вернулись в Россию.
В 1727—1728 годах вице-адмирал был начальником Морской академии, а с 26 июня 1729 году по 17 января 1730 года был командиром Кронштадтского порта. 21 марта 1732 году отдан под военный суд "за показанные им уставам и регламентам противности и неисполнения." Умер 21 июля 1732 года в Санкт-Петербурге.

## Семья
В 1721 году Вильстер привёз вместе с собой в Россию и свою семью. Два сына вице-адмирала служили на Балтийском флоте. Первый, Яган Генрих Вильстер, поступил на русскую службу 23 декабря 1721 года в звании капитана 3 ранга, командовал линейными кораблями «Полтава» (1722—1723) и «Пантелеймон-Виктория» (1723), скончался 6 сентября 1723 года; второй, Ульрих Кристьян Вильстер, поступил на русскую службу 5 декабря 1721 года в звании капитан-лейтенанта, командовал линейным кораблём «Не тронь меня» и скончался в 1738 году.